# Middle of the Road
Middle of the Road é um grupo de música pop escocês do final da década de 1960 e começo da seguinte, quando fez bastante sucesso na Europa e América Latina, antecedendo o êxito que viria depois neste estilo com o grupo ABBA.
Em 1971 o hit Chirpy Chirpy Cheep Cheep alcançou o primeiro lugar nas paradas, e Soley Soley foi outro sucesso da banda que tornou-se memorável.
Até fevereiro de 2009 a banda, depois de muitas mudanças na composição de seus membros, continuava ativa e realizando shows pela Europa.

## Histórico

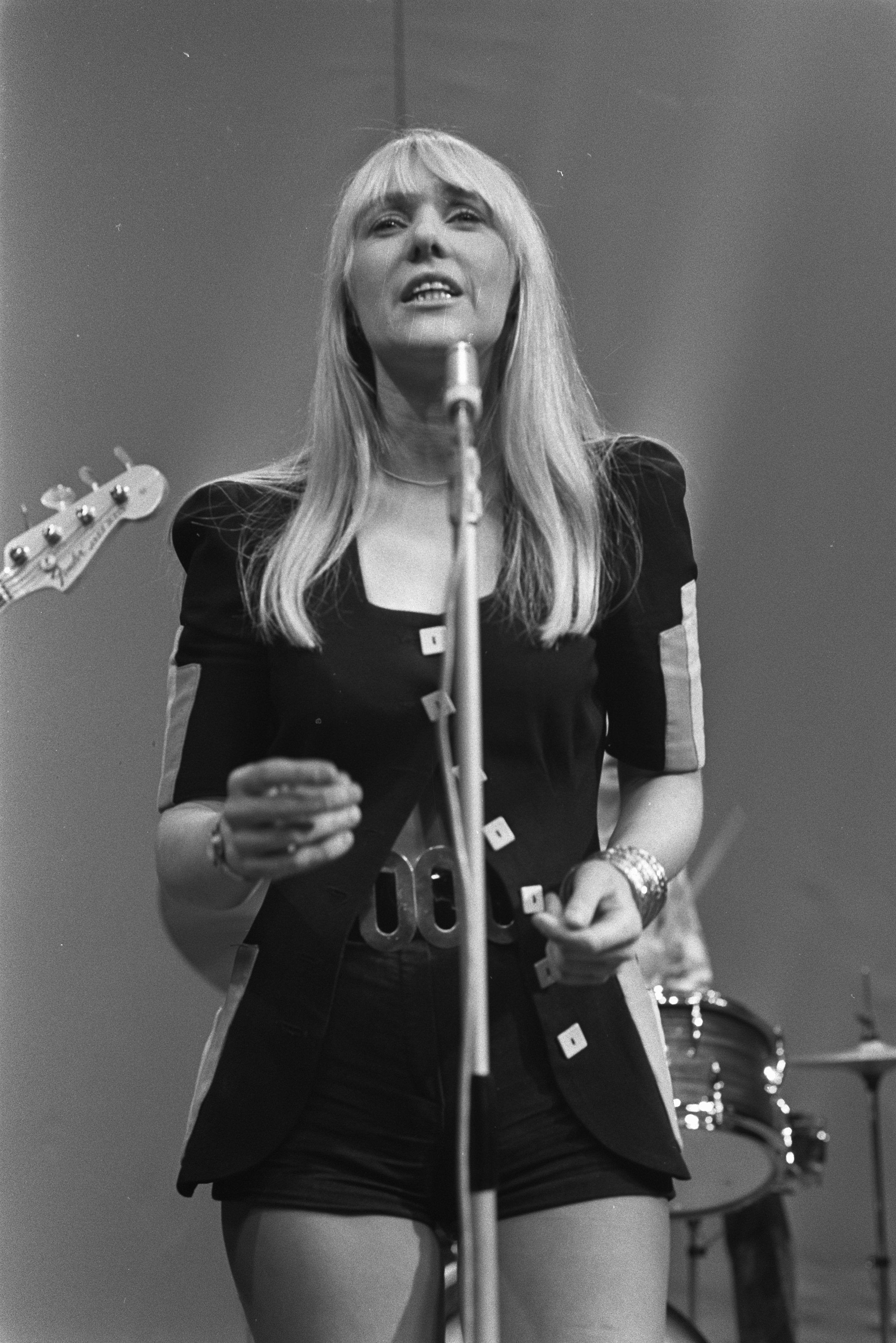
A vocalista Sally Carr em 1972

A banda, inicialmente chamando-se Los Caracas, saíra da Escócia com a intenção de ir para a Argentina mas, antes, passaram pela Itália onde estavam na época os principais estúdios europeus de gravação em razão da produção cinematográfica em parceria com Hollywood; ali os executivos da RCA manifestaram interesse pelo trabalho que desenvolviam e designaram Giacomo Tosti como produtor que logo designou dois membros uma equipe de compositores e arranjadores para lhes preparar as canções e de imediato o primeiro trabalho - "Chirpy Chirpy Cheep Cheep" - tornou-se grande sucesso mundial.
Já no começo a banda enfrentou a crítica de realizar um trabalho puramente comercial, numa época em que a música se pretendia com intenções políticas e engajadas; o trabalho como "Los Caracas" durou de 1967 a 1970, e o sucesso no Reino Unido aconteceu depois de a banda já haver se consagrado na parte continental da Europa, em 1971.